# 德拉戈米尔·尼科利奇
德拉戈米尔·尼科利奇（？—？），塞尔维亚足球教练。他曾联同柳博米尔·洛夫里奇和亚历山大·蒂尔纳尼奇带领南斯拉夫国家队参加1960年欧洲国家杯，获得亚军。